# Middleton-on-Sea
Middleton-on-Sea är en ort och civil parish i Storbritannien.   Den ligger i grevskapet West Sussex och riksdelen England, i den södra delen av landet, 90 km söder om huvudstaden London. Middleton-on-Sea ligger 5 meter över havet och antalet invånare är 5 077.
Terrängen runt Middleton-on-Sea är platt. Havet är nära Middleton-on-Sea åt sydost.  Närmaste större samhälle är Bognor Regis, 4,4 km väster om Middleton-on-Sea. 